# Mittelmeerflorfliege
Die Mittelmeerflorfliege (Chrysoperla mediterranea) ist ein Netzflügler aus der Familie der Florfliegen (Chrysopidae). Die Mittelmeerflorfliege wurde lange Zeit zur Artengruppe der Gemeinen Florfliege gestellt, da sich die einzelnen Arten dieser Gruppe äußerlich kaum voneinander unterscheiden. Im Jahr 1972 beschrieb der österreichische Entomologe Herbert Hölzel die Mittelmeerflorfliege anhand einiger eigenständiger Merkmale als eigene Art. Die Untersuchungen von Charles S. Henry und anderen erbrachten die Bestätigung, dass sich das Vibrationsmuster, das während des Balzverhaltens vom Männchen zur Anlockung des Weibchens verwendet wird, grundlegend von dem der anderen Arten unterscheidet. Da damit Weibchen anderer Arten nicht angelockt werden können, ergibt sich eine Kreuzungsbarriere, die eine Hybridisierung der Arten verhindert.

## Verbreitung
Die Mittelmeerflorfliege kommt im westlichen Mittelmeerraum bis Nordafrika vor. Im Zuge der Klimaerwärmung verbreitete sie sich aber auch weiter nördlich bis Belgien und Luxemburg. Steve J. Brooks vom Natural History Museum (London) bestimmte im Jahr 2001 Chrysoperla mediterranea in einer Probe, die in Belgien von Christian Fassote gesammelt wurde, und in einer Probe aus Luxemburg von Evelyne Carrières. Weiters wurde die Art in wärmebegünstigten Regionen Mitteleuropas, wie der südlichen Steiermark in Österreich und dem pannonischen Klimabereich von Westungarn bis zum Alpenostrand gefunden.

## Merkmale
Lange Zeit glaubte man, dass die Gemeine Florfliege (Chrysoperla carnea) eine einzige Spezies sei, die in der gesamten Holarktis, also auf der gesamten Nordhalbkugel, verbreitet ist. Im Lauf der Zeit konnten jedoch geringe morphologische Unterschiede festgestellt werden, die auf das Vorkommen verschiedener Arten nebeneinander im selben Lebensraum schließen ließen. 
Alle Arten besitzen einen langen und schlanken, grün gefärbten Körper, der eine Länge von drei Zentimetern erreichen kann. Ihre Flügel haben eine dichte, grüne Flügeladerung. Sie werden in der Ruhestellung über dem Hinterleib dachartig zusammengelegt. Auffällig sind die halbkugelförmigen Facettenaugen, die goldfarben schillern. Diese Färbung der Augen war ausschlaggebend für den Benennung der Gattung Chrysoperla („Goldperle“).
Die Mittelmeerflorfliege unterscheidet sich von den anderen Arten der Gruppe Chrysoperla carnea durch ihre schmäleren Flügel, eine dunklere Färbung und eine fehlende Schwellung an der Basis der Tarsalklauen. Die Mittelmeerflorfliegen sind nur in Gebieten anzutreffen, die einen Bewuchs mit Pinien oder anderen Kiefernarten aufweisen. Die Unterscheidungsmerkmale können jedoch variieren, so dass eine eindeutige Bestimmung aufgrund der Morphologie nur von erfahrenen Spezialisten durchgeführt werden kann.

### Anpassung an die Jahreszeiten
Der Mittelmeerflorfliege fehlt eine Anpassung, die bei den weiter nördlich verbreiteten Arten zu finden ist: Die Arten Chrysoperla carnea und Chrysoperla pallida verfärben sich vor der Überwinterung gelblich bis braun und passen dadurch ihre Farbe der herbstlichen Natur an. Im Frühling werden Flügel und Körper dieser Arten wieder grün, während die Individuen der Mittelmeerflorfliege ihre grüne Färbung über die Jahreszeiten hinweg beibehalten. Da die Florfliegen selbst unter optimalen Bedingungen durchschnittlich nur 110 bis 140 Tage leben, muss aber nicht jede Generation überwintern und es kann nicht beobachtet werden, ob sich sämtliche Individuen verfärben oder nicht.

## Biologische Schädlingsbekämpfung

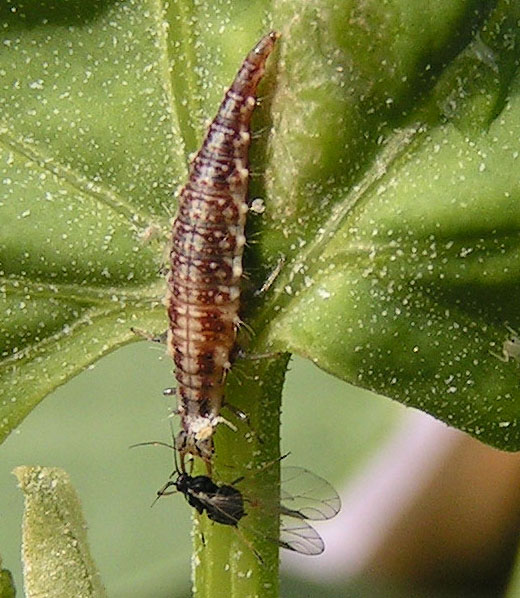
„Blattlauslöwe“: Die Larven der Florfliegenarten aus der Chrysoperla carnea-Gruppe unterscheiden sich äußerlich nicht

Die Mittelmeerflorfliegen werden ebenso wie die anderen Arten der Chrysoperla carnea-Gruppe für die biologische Schädlingsbekämpfung gezüchtet. Die Weibchen der Mittelmeerflorfliege können in den rund 100 Tagen, in denen sie fruchtbar sind, bei guten Lebensbedingungen an die 520 Eier legen. Diese werden bevorzugt in der Nähe von Blattlauskolonien abgelegt. Die daraus schlüpfenden Larven werden „Blattlauslöwen“ genannt. Sie ernähren sich räuberisch von verschiedenen Milben und kleinen Insekten, besonders aber von Blattläusen. Sie können bis zu 10 Blattläuse am Tag aussaugen, die sie mit ihren langen, zangenförmigen Kiefern festhalten können. 